# Schism
Schism [ˈskɪz(ə)m] (deutsch Spaltung, Schisma) ist ein Song und gleichzeitig die erste Single des am 15. Mai 2001 veröffentlichten Albums Lateralus der US-amerikanischen Progressive-Metal-Band Tool.

## Single-Veröffentlichungen
Schism wurde in den USA am 1. Mai 2001 veröffentlicht. Bereits zwei Tage vor dem Release der Single tauchte eine MP3 im Internet auf, die vermutlich von der Promo-CD kopiert worden war. Diese Promo-CD diente der Ankündigung des Albums und enthielt nur den Song Schism.
Am 20. Dezember 2005 erschien der Song mit Video und Kommentar von David Yow, dem Frontmann von The Jesus Lizard, als DVD-Single. Außerdem enthält die DVD einen Remix von Lustmord.

## Aufbau

### Struktur
Schism weicht in seinem Ablauf und Aufbau sehr von gewohnten Strukturen ab. So gibt es vier Strophen (gegenüber höchstens und nur selten anzufindenden dreien in einer gewöhnlichen Single), die jeweils durch instrumentale anstatt vokale Refrains voneinander getrennt sind.
 Darüber hinaus, und typisch für Tool, werden in Schism fast ausschließlich ungewöhnliche, bzw. ungerade Taktarten verwendet.
In dem 116 Takte dauernden Lied werden in 51 Taktwechseln 5/8, 7/8, 9/8, 10/8, 11/8, 12/8, 13/8 und 15/8-Takte durchlaufen.
Jeder Vers einer Strophe wird über einen 12/8-Takt gesungen, der musikalisch durch die Betonung in einen 5/8 und einen 7/8-Takt unterteilt ist. Die instrumentalen Refrains wiederum variieren das Strophenthema in Tonart und Taktart (13/8 anstatt 12/8).
Exakt ab der Mitte des Liedes wird auf die Strophen und Refrains verzichtet, statt derer verschiedene instrumentale wie vokale Abschnitte durchlaufen werden.
Der Text und die Melodie des Gesangs sind Maynard James Keenans Interpretation der Musik, was unter anderem dadurch zum Ausdruck kommt, dass die Betonungen der Silben in den Strophen exakt den Betonungen der Instrumente auf den Zählzeiten folgen.

### Länge
Schism ist mit 6:47 Minuten im Vergleich zu den meisten Singles mehr als doppelt so lang. Die Videoversion beinhaltet zusätzlich das auf dem Album um einen Track vorher platzierte Stück Mantra als Intro, was den Song um 35 Sekunden auf 7:22 Minuten verlängert.

## Video
Die Premiere des Videos erfolgte auf MTV am 21. Mai 2001 – 14 Tage später als ursprünglich angekündigt. Regie führte, wie bei fast allen Tool-Musikvideos, Tool-Gitarrist Adam Jones.
Der Tradition der Band folgend, sieht man auch in diesem Video keines der Bandmitglieder.

## Auszeichnungen
- Für diesen Titel erhielt Tool 2002 den Grammy Award in der Kategorie Best Metal Performance.
- Vom australischen Radiosender Triple J wurde Schism auf Platz 14 in den „Triple J's Hottest 100 of 2001“ gewählt.[7]

## Trivia
- Schism ist Bestandteil des Videospiels Guitar Hero World Tour.[8]
- Es war die erste Chartplatzierung eines Tool-Songs in den Billboard Hot 100.[9]